# Јасминка Комненовић
Јасминка Комненовић (Београд, 1956) педијатар-нутрициониста је из Београда.

## Биографија
Рођена је у Београду. Дипломирала је на Медицинском факултету у Београду. Специјалиста је педијатрије и субспецијалиста исхране здраве и болесне дјеце. Субспецијалистички рад је одбранила из области гојазности одојчади и мале дјеце. Бави се амбулантном педијатријом, а у оквиру савјетовалишта-превенцијом и проблемима везаним за исхрану одојчади и мале дјеце. Објавила је више десетина стручних и научних радова, претежно из области дјечије исхране. Учестовала је на бројним конгресима и симпозијумима, и другим стручним скуповима посвећеним општој педијатрији и исхрани.

## Дела
- Од првог оброка до школске ужине[1]